# Plevna, Buzău
Plevna este un sat în comuna Grebănu din județul Buzău, Muntenia, România. Se află în zona Subcarpaților de Curbură, în nordul județului, aproape de Râmnicu Sărat.